# Hartland Point
Koordinaten: 51° 1′ 18″ N, 4° 31′ 31″ W
Hartland Point ist eine Landzunge in England und der nordwestlichste Punkt in der Region Devon, abgesehen von der Insel Lundy. Er markiert die westliche Grenze der Bideford Bay. Der Punkt war früher auch als der am weitesten von einer Eisenbahnlinie entfernte Ort in England bekannt, bis zur Einstellung der Strecke 1966 im Zuge der Beeching-Axt lag der nächste Bahnhof im 14 Meilen entfernten Ort Bude im benachbarten Cornwall. Der Ort markiert die südwestlichste Grenze des Bristolkanals. Die nordwestlichste Grenze des Kanals ist St Ann’s Head in der Nähe von Milford Haven, 40 Meilen entfernt. Der Ort ist seit über 130 Jahren ein wichtiger Platz für Kommunikation und Navigation.
Der Ort wurde bereits in der Antike als Landmarke genutzt, bei Claudius Ptolemäus erscheint er unter dem Namen Herculis promunturium (Kap des Hercules).

## Leuchtturm

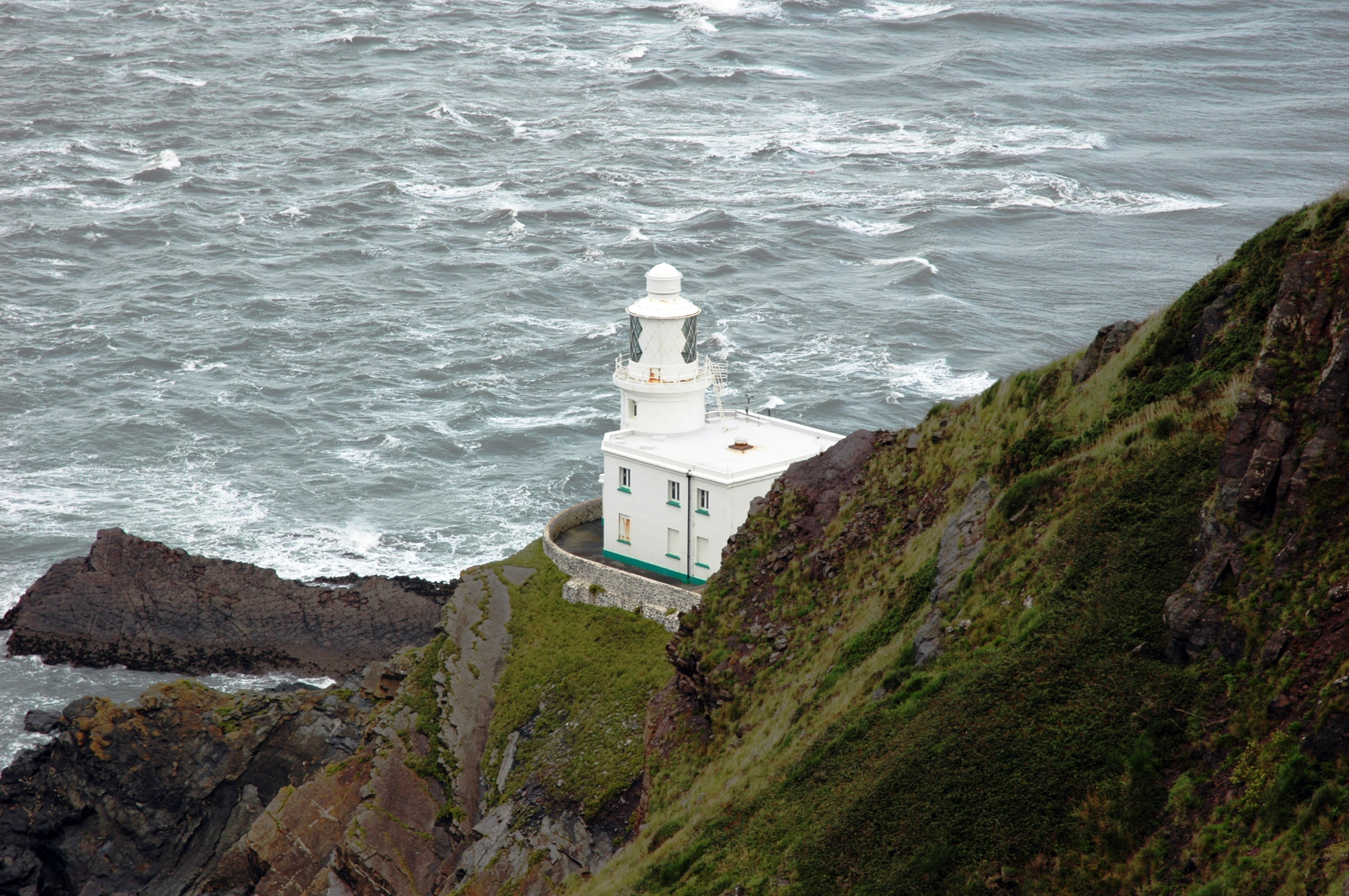
Leuchtturm von Hartland Point

Der Leuchtturm in Hartland Point wurde 1874 erbaut und vom Bischof von Exeter offiziell eröffnet. Er wurde von vier Wächtern manuell betrieben, welche mit ihren Familien in dem Leuchtturm lebten. Das drehende Licht wurde von einem Uhrwerk betrieben, welches alle zweieinhalb Stunden wieder aufgezogen werden musste. Automatisiert, und damit ohne nötigte ständige Wache, wurde der Leuchtturm 1984. Gewartet und überwacht wird der Leuchtturm heute durch den Trinity House Lighthouse Service. Das heutige Licht, welches sechs Lichtsignale alle 15 Sekunden aussendet, hat eine Reichweite von 25 Meilen. Ein Nebelhorn gibt bei Nebel alle 60 Sekunden einen fünf Sekunden langen lauten Ton, der noch in über zwei Meilen Entfernung gehört werden kann. Der Leuchtturm warnt Seefahrer vor dieser Landzunge und ist ein Wegepunkt für Schiffe auf ihrem Weg durch den Bristol Channel. In der Nähe des Leuchtturms befindet sich im abschüssigen Gelände eine stillgelegte Wassersammelanlage für diesen. Die ursprüngliche Straße zum Leuchtturm ist mittlerweile abgebrochen. Der Turm ist heute nur noch per Geländewagen und Hubschrauber erreichbar, jedoch für die Öffentlichkeit nicht zugänglich.

## Beobachtungsposten der Küstenwache
Der Beobachtungsposten war bemannt bis 1983, als man die Wache nach Hartland verlegte. Der Posten in Hartland Point überwacht mittlerweile vollständig automatisch mit Hilfe von Funksendern und Empfängern den Schiffsverkehr. Die Station wird nur noch bei ganz bestimmten schlechten Wetterlagen besetzt.

## Radar
Während des Zweiten Weltkrieges und eine Zeit lang noch danach wurde in Hartland Point eine Radarstation betrieben, um tief fliegende Flugobjekte und Schiffe zu erkennen. Von diesem alten Radar sind nur noch die Grundmauern zu erkennen. Ein neues Radar wurde 1994 errichtet und wird zur Luftraumüberwachung genutzt.

## Die Johanna
An den Klippen von Hartland Point strandete das in Panama registrierte Küstenschiff Johanna am 31. Dezember 1982 nur 100 m vom Leuchtturm entfernt. Vier Besatzungsmitglieder wurden mit einem Rettungshubschrauber gerettet. Die drei Offiziere wurden danach mit einem Rettungsboot aus Clovelly gerettet. Das Schiff war mit losem Weizen beladen und war auf dem Weg von Holland nach Barry Island. Heute sind an den Klippen nur noch wenige sehr verrostete Überreste des Schiffs zu sehen.